# Serguéi Bolshakov
Serguéi Bolshakov (Rusia, 6 de junio de 1988) es un nadador ruso especializado en pruebas de larga distancia en aguas abiertas, donde consiguió ser medallista de bronce mundial en 2011 en los 10 kilómetros en aguas abiertas.

## Carrera deportiva
En el Campeonato Mundial de Natación de 2011 celebrado en Shanghái (China), ganó la medalla de bronce en los 10 kilómetros en aguas abiertas, con un tiempo de 1:54:31 segundos, tras el griego Spyrídon Yanniótis  (oro con 1:54:24 segundos) y el alemán Thomas Lurz (plata con 1:54:27 segundos).